# Platyzosteria shelfordi
Platyzosteria shelfordi es una especie de cucaracha terrestre del género Platyzosteria, tribu Polyzosteriini, subfamilia Polyzosteriinae. Fue descrita científicamente por Princis en 1954.

## Distribución
Se distribuye por Oceanía: Australia Occidental.